# Stephan Tumphart
Stephan Tumphart (* 2. Juli 1992) ist ein ehemaliger österreichischer Amateur-Tennisspieler.

## Karriere
Stephan Tumphart ist ein Amateurtennisspieler, der sich 2012 gegen 4216 Konkurrenten bei der Aktion Spiel deines Lebens in Kitzbühel durchsetzte. Die Aktion wurde vom dortigen Turnier, den Bet-at-home Cup Kitzbühel 2012, initiiert und lobte einen Platz im Hauptfeld des Doppels an der Seite von Philipp Kohlschreiber aus. Völlig überraschend gewann Kohlschreiber mit dem Physikstudenten Tumphart, der normalerweise in einer unterklassigen österreichischen Liga Tennis spielt, das Auftaktmatch gegen Lukáš Rosol und Horacio Zeballos im Match-Tie-Break. Im Viertelfinale verloren die beiden dann aber gegen František Čermák und Julian Knowle mit 2:6, 2:6.
Mit den 45 Punkten aus dem Viertelfinaleinzug stand Tumphart nach dem Turnier sogar auf Platz 734 der Tennisweltrangliste. Er spielte nie ein weiteres Profiturnier.